# Керальська школа астрономії та математики
Керальська школа астрономії та математики була школою з математики і астрономії основаною Мадхавою зі Сангамаграми у Кералі що в Індії, серед учасників якої були: Парамешвара, Нілаканта Сомаяджі, Юєштадева, Ач'юта Пішараті, Нараяна Бхаттатірі і Ач'юта Паніккар. Школа набула розвитку між XIV і XVI століттями, а оригінальні відкриття школи схоже закінчилися після Нараяни Бхаттатірі (1559—1632). При намаганні вирішити астрономічні задачі, Керальська школа незалежно від інших створила ряд важливих математичних понять. Їхнім найважливішим результатом є розкладання в ряди тригонометричних функцій, описане на санскриті в книзі Нілаканти, що називалася Тантрасанграга (англ. Tantrasamgraha), і в коментарях до цієї роботи, що називалися Тантрасанграга-вах'я, авторство яких не відомо. Теореми описувалися без доведення, але доведення для рядів синуса, косинуса і оберненого тангенса наведено століттям пізніше у праці Юктібхаса (близько 1500—1610), написаній мовою Малаялам, математиком Юєштадева, а також у коментарях до Тантрасанграга.